# Thieffrans
Thieffrans är en kommun i departementet Haute-Saône i regionen Bourgogne-Franche-Comté i östra Frankrike. Kommunen ligger i kantonen Montbozon som tillhör arrondissementet Vesoul. År 2022 hade Thieffrans 165 invånare.

## Befolkningsutveckling
Antalet invånare i kommunen Thieffrans
| Referens: INSEE |